# Еви
Еви (фр. Euvy) насеље је и општина у североисточној Француској у региону Шампањ-Арден, у департману Марна која припада префектури Еперне.
По подацима из 2011. године у општини је живело 79 становника, а густина насељености је износила 5,47 становника/km². Општина се простире на површини од 14,43 km². Налази се на средњој надморској висини од 129 метара.

## Демографија
| 1962. | 1968. | 1975. | 1982. | 1990. | 1999. | 2011. |
| ----- | ----- | ----- | ----- | ----- | ----- | ----- |
| 134   | 163   | 142   | 130   | 112   | 101   | 79    |

График промене броја становника у току последњих година